# 63P/Wild
63P/Wild 1, komet Jupiterove obitelji. 